# Стоян Попов (оперен певец)
Стоя̀н Попòв е български оперен певец, баритон.

## Биография
Стоян Попов е роден в село Момина църква, Царство България, на 21 октомври 1933 г., в семейството на поп Стефан (Станко Ангелов) и „попадия“ Стàма. След прогимназията завършва бургаската Първа мъжка гимназия. Задължителната си военна служба отбива в трудовите войски (1953 – 1955 г.), където по линия на художествената самодейност певческият му талант бива забелязан и оценен и той преминава в Ансамбъла на Строителните войски. След уволнението от войските пее в самодейната Бургаска опера (1955 – 1958 г.), което е началото на артистичната му кариера. През 1962 г. завършва държавната консерватория, където учи оперно пеене при професор Христо Бръмбаров. През същата година печели златен медал на VIII Световен младежки фестивал в Хелзинки. При участието през 1963 г. във II международен конкурс за млади оперни певци, София, на който получава сравнително ниската оценка „диплом“, той изяснява за себе си необходимостта от повишаване на певческото и актьорското си умение и записва в консерваторията „майсторски клас“. След държавния изпит през 1964 г. той се връща в Бургаската опера.
От есента на 1966 г. до пенсионирането си през 1998 г. Стоян Попов е солист в Софийската народна опера.
Оперните му роли са над 40, от които 15 в опери на Джузепе Верди. Има множество гастроли в Европа и Америка – както със самостоятелни оперни или концертни изяви, така и със Софийската и други български опери.

## Почит
- 1978 г. – Почетно звание „Народен артист“;
- 1980 г. – Димитровска награда;
- 1983 г. – Орден „Народна Република България" за неговата 50-годишнина.[2]

Починал е на 23 март 2017 г.